# Третьякова Олена Іванівна
Оле́на Іва́нівна Третьяко́ва (7 вересня 1908, село Островка Моршанського повіту Тамбовської губернії, тепер Моршанського району Тамбовської області, Російська Федерація — після 1960, місто Москва) — радянська діячка, 1-й секретар Ленінського районного комітету ВКП(б) Московської області, секретар Московського обласного комітету КПРС. Член Центральної Ревізійної комісії КПРС у 1952—1956 роках. Депутат Верховної ради РРФСР 3-го скликання. Герой Соціалістичної Праці (5.10.1950). Кандидат сільськогосподарських наук (1939).

## Життєпис
Народилася в родині службовця. У 1925 році закінчила середню школу в місті Моршанську.
У 1925—1931 роках — студентка Московської сільськогосподарської академії імені Тімірязєва, зоотехнік.
У 1931—1939 роках — викладач, науковий співробітник Московського зоотехнічного інституту і Науково-дослідного інституту птахівництва. У 1939 році захистила кандидатську дисертацію.
Член ВКП(б).
У 1939—1941 роках навчалася в докторантурі Всесоюзної академії сільськогосподарських наук імені Леніна (ВАСХНІЛ).
З 1941 по 1942 рік працювала у Всесоюзному науково-дослідному інституті тваринництва.
У квітні 1942 — грудні 1947 року — інструктор сільськогосподарського відділу, інструктор відділу тваринництва Московського обласного комітету ВКП(б).
У 1948—1950 роках — 1-й секретар Ленінського районного комітету ВКП(б) Московської області.
Указом Президії Верховної Ради СРСР від 5 жовтня 1950 року за досягнення високих показників у тваринництві в 1949 році при виконанні в цілому по району, зооветдільниці і пункту плану здачі державі продуктів сільського господарства за обов'язковими поставками, контрактації і натуроплати за роботи МТС Третьяковій Олені Іванівні присвоєно звання героя Соціалістичної Праці з врученням ордена Леніна і золотої медалі «Серп і Молот».
У 1950—1954 роках — секретар Московського обласного комітету ВКП(б) (КПРС).
У 1954—1958 роках — начальник Головного управління Міністерства сільського господарства Російської РФСР.
Померла після 1960 року.

## Нагороди і звання
- Герой Соціалістичної Праці (5.10.1950)
- два ордени Леніна (5.10.1950, 3.10.1951)
- медалі